# Asamblea Estatal de Baskortostán
La Asamblea Estatal de Baskortostán (en ruso: Государственное собрание — Курултай Республики Башкортостан, literalmente: La Asamblea Estatal-el Kurultái de la República de Baskortostán) es el máximo y único órgano legislativo de la República de Baskortostán, una de las 22 repúblicas de Rusia.
Este parlamento regional es unicameral y ostenta la máxima representación de la autoridad legislativa de Baskortostán desde que sucedió al sóviet de la República Autónoma Socialista Soviética de Baskiria. Las bases legales de su poder se recogen en la Ley Constitucional de la República de Baskortostán, concretamente en el capítulo 4.

## Elección
La Asamblea Estatal (Kurultái) se compone de 110 diputados de la República de Baskortostán, siendo el parlamento regional de Rusia con mayor número de diputados, aunque llegó a contar con 156 diputados en la I Legislatura, desde entonces se ha reducido el número a cada legislatura. Bajo la ley actual, 55 personas son elegidas en circunscripciones de mandato único. En este caso, los electores votan por una persona en particular. La otra mitad de los miembros del Kurultái se elige de acuerdo a las listas electorales de los partidos políticos. En este caso, los electores votan al partido. Sobre la base de los resultados de toda la república, cada partido debe superar un mínimo de porcentaje en ambas circunscripciones y, de superarlo, obtienen el número de escaños correspondiente al número de votos recibidos.
Los diputados son elegidos para los períodos legislativos completos, lo que en Baskortostán supone 5 años. Cualquier ciudadano de la república mayor de 21 años y que no se le haya negado el derecho a voto puede presentarse para diputado.

## Funciones
Las funciones principales de autogobierno que legisla el Kurultái de la República de Baskortostán son:
- Adopción de la Constitución de la República de Baskortostán, introducción de cambios y adiciones a la misma.
- Aplicación de la reglamentación legislativa sobre los asuntos de jurisdicción de la República de Baskortostán y sujetos de jurisdicción conjunta de la Federación de Rusia y la República de Baskortostán dentro de los poderes de la República de Baskortostán.
- Interpretación de las leyes de la República de Baskortostán, control de su ejecución.
- probación de programas de desarrollo socioeconómico de la República de Baskortostán.
- Aprobación del presupuesto de la República de Baskortostán y un informe sobre su implementación.
- Establecimiento de conformidad con la ley federal de impuestos y tasas de la República de Baskortostán.
- Establecimiento de la estructura administrativa y territorial de la República de Baskortostán y el orden de su cambio.
- Establecer el procedimiento para designar y celebrar un referéndum de la República de Baskortostán, fijando la fecha para celebrar un referéndum de la República de Baskortostán.
- Resolución de la moción de censura al Presidente de la República de Baskortostán.
- Aprobación de nombramiento para el cargo de Primer Ministro del Gobierno de la República de Baskortostán, así como los nombramientos para los cargos de presidente, vicepresidentes y magistrados del Tribunal Constitucional de la República de Baskortostán.
- Visto bueno del nombramiento del Fiscal de la República de Baskortostán.

## Composición

### Funcionamiento
El trabajo de la Asamblea (Kurultái) está encabezado por el presidente y sus adjuntos. El presidente desde la II Legislatura es Konstantín Tolkachov.
El trabajo de los diputados del Kurultái se lleva a cabo en el marco de comités y comisiones. En la V Legislatura hay 8 comités y 5 comisiones:
Comités
- Comité de Política de Vivienda y Desarrollo de Infraestructura.
- Comité de Salud, Política Social y Asuntos de Veteranos.
- Comisión de Educación, Cultura, Deportes y Política de la Juventud.
- Comité de Asuntos Agrarios, Ecología y Gestión de la Naturaleza.
- Comisión de Industria, Desarrollo Innovador y Emprendimiento.[1]
- Comité de Presupuesto, Impuestos, Política de Inversión y Desarrollo Territorial.
- Comité de Autogobierno Local, Desarrollo de las Instituciones de la Sociedad Civil y los Medios de Comunicación.
- Comité de Construcción del Estado, Ley y Orden y Asuntos Judiciales.

Comisiones
- Comisión para monitorear el Proceso de Votación mediante el Sistema Electrónico.
- Comisión por el cumplimiento de las Regulaciones.
- Comisión de Ética delegada.
- Comisión sobre los beneficios de la Asamblea Estatal-Kurultái de la República de Baskortostán.
- Comisión de Mandato.

Estos comités y comisiones trabajan de manera continua (todas las semanas) en las oficinas del Kurultái.

### V Legislatura (2013-2018)
| Facciones políticas en la Asamblea Estatal de Baskortostán |                                         |         |                      |         |
| F.                                                         | Partido                                 | Partido | Líder                | Escaños |
| RU                                                         | Rusia Unida                             |         | Konstantín Tolkachov | 88      |
| PC                                                         | Partido Comunista de la Federación Rusa |         |                      | 10      |
| NA                                                         | Partido Liberal-Demócrata de Rusia      |         |                      | 3       |
| NA                                                         | Patriotas de Rusia                      |         | Zagir Jakímov        | 1       |
| NA                                                         | Partido de la Solidaridad Social        |         |                      | 1       |
| NA                                                         | Partido Ecológico Ruso "Los Verdes"     |         | Rufina Shagápova     | 1       |
| NA                                                         | Independientes                          |         |                      | 1       |

### Legislaturas anteriores
IV Legislatura (2008-2013)
En esta legislatura hubo un total de 120 escaños.
| Facciones políticas en la Asamblea Estatal de Baskortostán |                                         |         |                      |         |
| F.                                                         | Partido                                 | Partido | Líder                | Escaños |
| RU                                                         | Rusia Unida                             |         | Konstantín Tolkachov | 93      |
| PC                                                         | Partido Comunista de la Federación Rusa |         |                      | 10      |
| NA                                                         | Grupo Mixto no adscrito                 |         |                      | 17      |